# Tiranet orellut distingit
El tiranet orellut distingit (Pogonotriccus eximius) és un ocell de la família dels tirànids (Tyrannidae).

## Hàbitat i distribució
Habita els boscos del sud-est del Brasil, est de Paraguai i nord-est de l'Argentina.